# Macotera
Macotera è un comune spagnolo di 1 619 abitanti della provincia di Salamanca situato nella comunità autonoma di Castiglia e León.